# حملة خالد بن الوليد (دومة الجندل)
حملة خالد بن الوليد إلى دومة الجندل هي حملة قادها خالد بن الوليد لمهاجمة أمير دومة الجندل المسيحي، وقعت في ذو القعدة 9 هـ الموافق آذار 631 م  رغم أن رواية ويليام مونتغمري واط تضعها تشرين الأول 630 م. 

## الحملة

### الهجوم على قلعة دومة الجندل
وفقًا لكتاب الرحيق المختوم، وهو سيرة إسلامية حديثة للنبي محمد كتبها الكاتب المسلم الهندي سيف الرحمن المباركفوري، أرسل النبي محمد خالد بن الوليد إلى دومة الجندل، ضد أكيدر بن عبد الملك الكندي، الأمير المسيحي لدومة الجندل.
أرسل خالد بن الوليد مع 450 فارسًا (أو 420 حسب مصادر أخرى  ) وبشره أنه سيأْسِر أكيدر هذا وهو يصيد الْبَقر.
وعندما وصل خالد إلى قلعة الأمير المسيحي، رأى البقر تخرج، ورأى أكيدر يصطادها.
وكان شقيق أكيدر أيضًا خارجًا للصيد، وبعد صراع قصير، أسره خالد بن الوليد وقتله. ثم أسر أكيدر، ولكن سرعان ما حاصره أتباعه.

### الرهائن والفدية
وبعد أن أسر خالد أكيدر هدده هو وكل سكان القرية بالقتل إذا لم تُفتح أبواب دومة الجندل.
فأعاده خالد إلى النبي محمد، غير أن النبي محمد لم يُرد قتله فأبقاه على قيد الحياة وافتداه بـ2000 بعير، و400 درع، و400 رمح. فأتى بكل هذه الغنائم إلى المدينة المنورة، ومعه الأسير، وأحضر معه أخاً آخر لأمير دومة. ويذكر المباركفوري أن شرطًا آخر لإنقاذ حياته وعقد المصالحة معه هو أن يعترف بواجب دفع الجزية ويجب عليه جمع الجزية من دومة وتبوك وأيله وتيماء.